# Haraze
Haraze (en àrab حراز, Ḥarāz), coneguda sovint a Am Harazé o Haraze Mangueigne, és una ciutat del Txad, capital del departament de Haraze Mangueigne, que forma part de la regió de Salamat.

## Transport
La ciutat es comunica amb l'exterior per l'aeroport d'Haraze.